# Flotte du Fujian

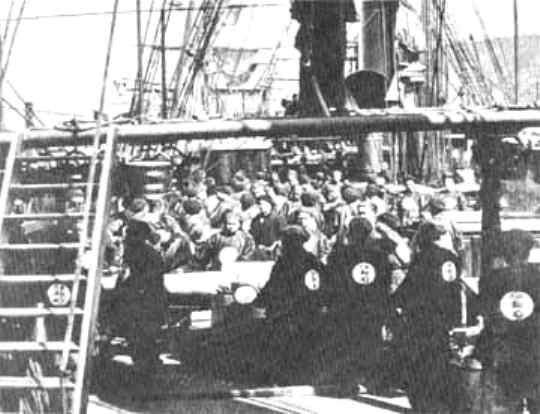
Équipage à bord de la corvette Yangwu, vaisseau amiral de la flotte du Fujian.

La flotte du Fujian (chinois simplifié : 福建水师 Fújiàn shuǐshī ou 福州艦隊, 福州舰队 Fújiàn Jiànduì) était l'une des quatre flottes régionales chinoises pendant les dernières décennies du XIXe siècle. Elle a été pratiquement annihilée le 23 août 1884 par l'escadre d'Extrême-Orient de l'amiral Amédée Courbet à la bataille de Fuzhou, qui marque le début de la guerre franco-chinoise (août 1884–avril 1885).

## Composition
La flotte du Fujian, qui sera la cible de l'attaque française en août 1884, était considérablement moins forte que la flotte de Beiyang et de la flotte du Nanyang (en), et légèrement plus importante que le flotte du Guandong (en). La majorité des bâtiments qui la composent alors sont issus des chantiers navals de Foochow. Son vaisseau amiral la corvette à coque en bois Yangwu, a été construite en 1872. Parmi les autres bâtiments de conception chinoise, on trouve deux canonnières en bois le Fuxing et le Zhenwei (construits en 1870 et 1872), plusieurs transports le Fupo, le Feiyun, le Ji'an, le Yongbao et le Chenhang (tous construits en 1874 ou avant), et un aviso le Yixin. La flotte comprenait également deux bâtiments de conception britannique, les canonnières Rendel (en) Jiansheng et Fusheng de 256 tonnes, qui avaient été commandées par le commissaire au commerce Shen Baozhen à la suite de l'incursion japonaise au sud de Taïwan en 1874 et sont construites dans les chantiers navals de Laird à Birkenhead en 1875.
Tableau 1 : Bâtiments de la flotte du Fujian (par date de construction)
| Nom (pinyin) | Nom (Wade Giles) | Caractères | Type                        | Construction            | Caractéristiques                                                              |
| ------------ | ---------------- | ---------- | --------------------------- | ----------------------- | ----------------------------------------------------------------------------- |
| Fuxing       | Fu-hsing         | 福星       | Canonnière en bois          | 1870, Arsenal de Fuzhou | 515 tonnes, 3 canons                                                          |
| Zhenwei      | Chen-wei         | 振威       | Canonnière en bois          | 1872, Arsenal de Fuzhou | 572,5 tonnes, 10 nœuds, 6 canons                                              |
| Fupo (en)    | Fu-p'o           | 伏波       | scout-transport             | 1870, Arsenal de Fuzhou | 1 258 tonnes, 5 canons                                                        |
| Feiyun       | Fei-yun          | 飛雲       | scout-transport             | 1872, Arsenal de Fuzhou | 1 258 tonnes, 13 nœuds, 5 canons navals prussiens                             |
| Yangwu (en)  | Yang-wu          | 揚武       | Corvette en bois            | 1872, Arsenal de Fuzhou | 1 393 tonnes, 15 nœuds, 13 British muzzle-loaders                             |
| Ji'an        | Chi-an           | 濟安       | scout-transport             | 1873, Arsenal de Fuzhou | 1 258 tonnes, 12 nœuds, 5 canons                                              |
| Yongbao      | Yung-pao         | 永保       | scout-transport             | 1873, Arsenal de Fuzhou | 1 391 tonnes, 3 canons                                                        |
| Chenhang     | Ch'en-hang       | 琛航       | scout-transport             | 1874, Arsenal de Fuzhou | 1 391 tonnes, 3 canons                                                        |
| Jiansheng    | Chien-sheng      | 建勝       | Canonnière Rendel           | 1875, Laird, Birkenhead | 250 tonnes                                                                    |
| Fusheng      | Fu-sheng         | 福勝       | Canonnière Rendel           | 1875, Laird, Birkenhead | 280 tonnes                                                                    |
| Yixin        | I-hsin           | 藝新       | Patrouilleur fluvial        | 1876, Arsenal de Fuzhou | Inconnues                                                                     |
| Henghai      | Heng-hai         | 橫海       | Sloop composite             | 1885, Arsenal de Fuzhou | Inconnues                                                                     |
| Fujing       | Fu-ching         | 福靖       | Torpilleur à coque en acier | 1893, Arsenal de Fuzhou | 2 200 tonnes, 17 nœuds, 2 de canons Armstrong 8 inches, 8 canons à tir rapide |

## La bataille de Fuzhou

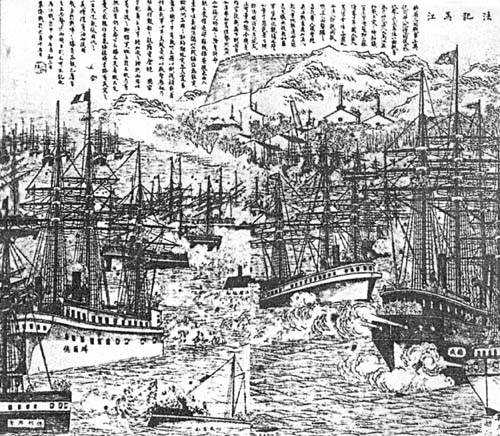
Lithographie chinoise de la bataille de Fuzhou

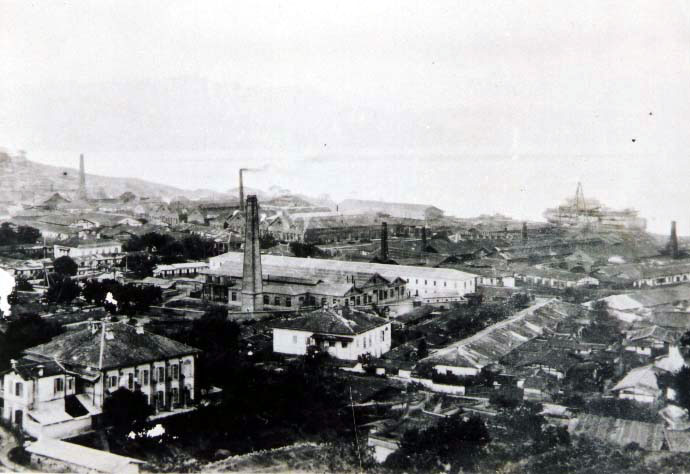
L'arsenal de Fuzhou, d'où les bâtiments de la flotte du Fujian sont issus.

Neuf des onze bâtiments de la flotte du Fujian sont détruits en moins d'une heure pendant la bataille de Fuzhou, le 23 août 1884. Le vaisseau amiral chinois, le Yangwu, est attaqué par une mine-torpille et va s'échouer. L'aviso Fuxing est également attaqué, avec moins de succès, avec des mines-torpilles et est finalement pris à l'abordage. Il avait déjà été incendié par des obus français, et est finalement abandonné par l'équipage français et coulé au milieu du fleuve Min. Le Zhenwei est coulé par un seul obus tiré du cuirassé Triomphante, qui avait rejoint l'escadre française quelques heures avant le début du combat. Les navires chinois Chenhang, Yongbao, Feiyun, Ji'an, Fusheng et Jiansheng sont soit coulés soit incendiés par des obus incendiaires tirés depuis les croiseurs Duguay-Trouin, Villars et d’Estaing. Seuls le Fupo et le Yixin parviennent à s'échapper sans dégâts majeurs, en remontant la rivière avant que les bâtiments français n'aient le temps d'engager le combat,,,

## Acquisitions de la flotte après 1885
La flotte du Fujian ne se remettra jamais vraiment de la perte de la plupart de ses bâtiments pendant la guerre franco-chinoise. Pendant la décennie qui suit, plusieurs bâtiments sont acquis, mais elle ne retrouvera jamais la taille qu'elle avait en 1884. Le sloop composite Henghai (橫海) est achevé aux chantiers navals de Foochow à la fin de l'année 1885 et entre au service de la flotte du Fujian. Le sloop, qui était en cours de construction à Foochow en août 1884, avait été endommagé par des obus tirés pendant la bataille de Fuzhou, mais les Chinois avaient réparé rapidement les dégâts occasionnés. Le Henghai sert dans la flotte du Fujian pour moins d'un an. Il s'échoue au large des îles Pescadores le 30 mars 1886 par un épais brouillard, et se brise quelques jours plus tard après que les tentatives du Fupo (伏波) et du Wannianqing (萬年清) de le remettre à flot aient échoué.
En 1893, le torpilleur à coque en acier Fujing (福靖) de 2 200 tonnes est lancé aux chantiers navals de Foochow et intègre la flotte du Fujian. Cette dernière est envoyée au nord pendant la guerre sino-japonaise pour soutenir la flotte du Beiyang, avant de retourner au Fujian en 1896, sans avoir pris part aux combats. Il coule au cours d'une tempête à proximité de Port Arthur en 1898.

## Bâtiments de la flotte du Fujian

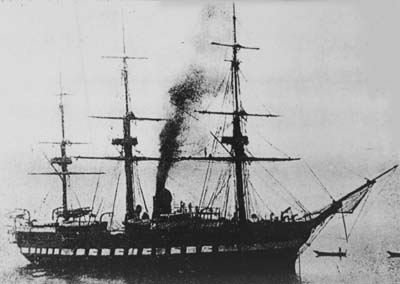
Yangwu (揚武)
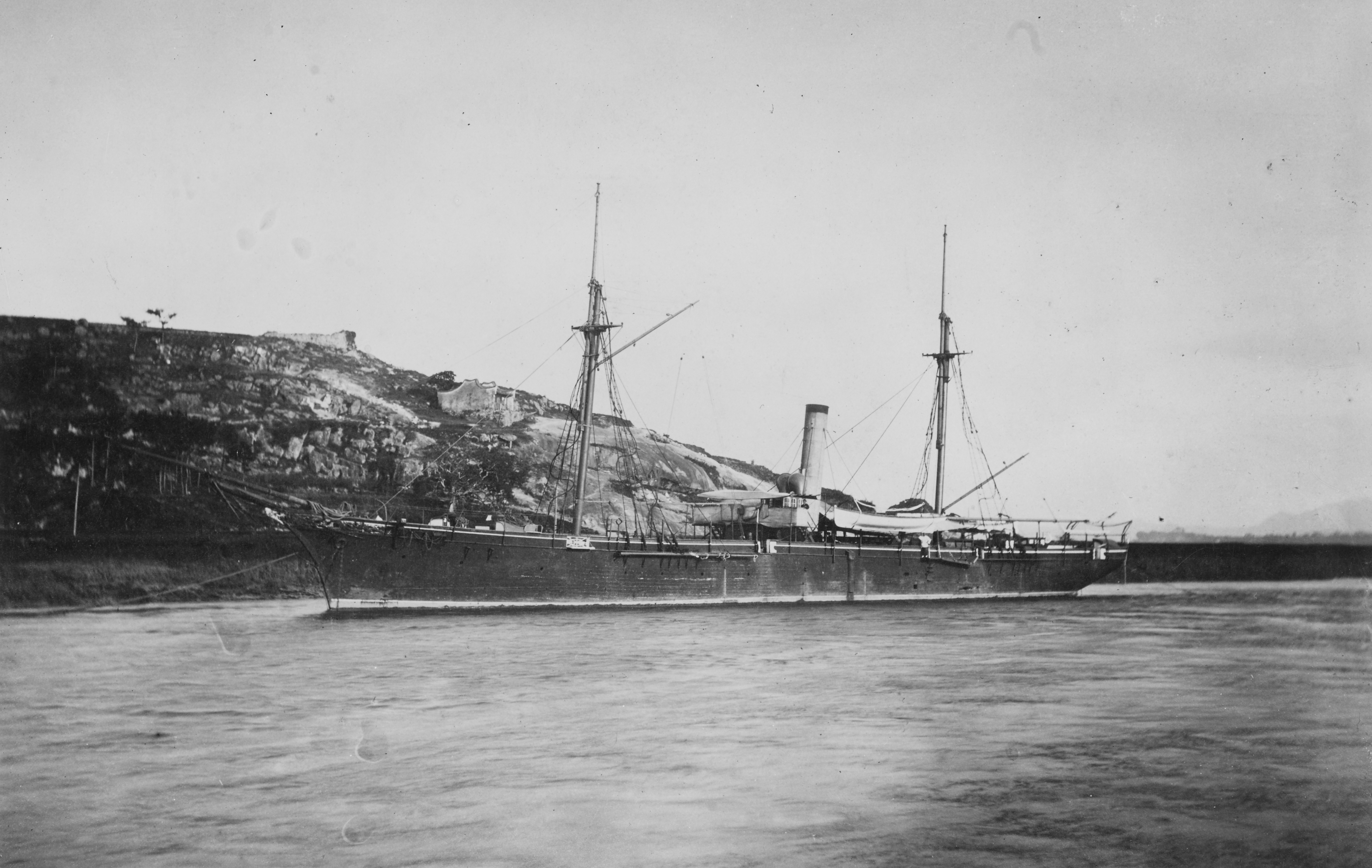
Fupo (伏波)
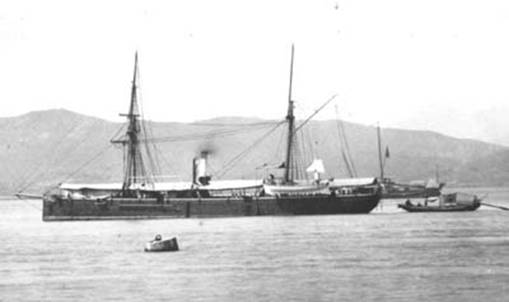
Fuxing (福星)
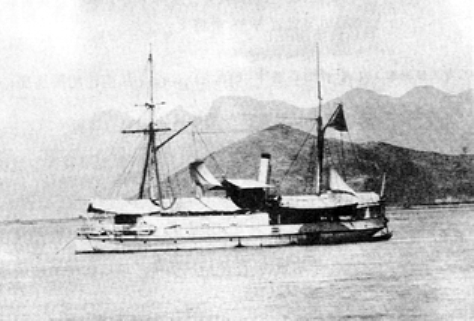
Jiansheng (建勝)
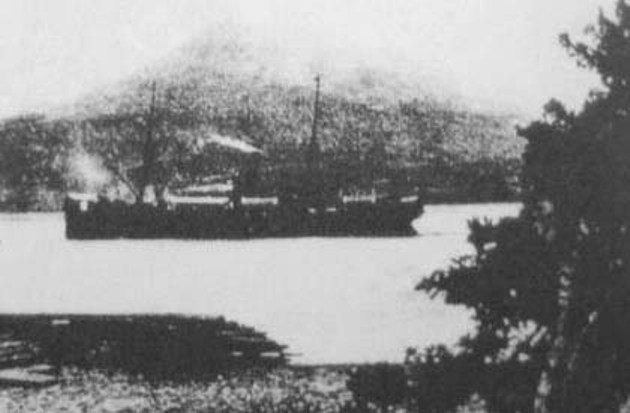
Yixin (藝新)

### Sources et bibliographie
En français
- Ernest Picard-Destelan, Annam et Tonkin : Notes de voyage d'un marin, Paris, 1892
- Émile Duboc, Trente cinq mois de campagne en Chine, au Tonkin, Paris, 1899
- Stéphane Ferrero, Formose vue par un marin français du XIXe siècle, Paris, France, L'Harmattan, coll. « Mémoires asiatiques », 2005, 158 p. (ISBN 978-2-747-59415-8)
- Huard, La guerre du Tonkin, Paris, 1887
- Maurice Loir, L'escadre de l'amiral Courbet, Paris, 1886
- Maurice Rollet de l'Isle, Au Tonkin et dans les mers de Chine, Paris, 1886, [lire en ligne]
- Auguste Thomazi, La conquête de l'Indochine, Paris, 1934
- R. Vienet, « Devant le champ de bataille de Mawei (Chine) », dans La Géographie, no 1525, juin 2007, p. 31–53

En anglais
- (en) Cet article est partiellement ou en totalité issu de l’article de Wikipédia en anglais intitulé « Fujian Fleet » (voir la liste des auteurs).
- (en) James F. Roche et L. L. Cowen, The French at Foochow, Celestial Empire, 1884, totales49 (lire en ligne)
- (en) John L. Rawlinson, China's struggle for naval development 1839-1895., Cambridge, Mass., Harvard University Press, coll. « Harvard East Asian studies » (no 25), 1967 (réimpr. 1972), 318 p. (OCLC 462208551)
- (en) Richard N.J. Wright, The Chinese steam Navy 1862-1945, London, Chatham, 2000, 208 p. (ISBN 978-1-861-76144-6)

En chinois
- Lung Chang [龍章], Yueh-nan yu Chung-fa chan-cheng [越南與中法戰爭, Vietnam and the Sino-French War] (Taipei, 1993)